# منتخب الهند تحت 18 سنة لهوكي الجليد للرجال
منتخب الهند تحت 18 سنة لهوكي الجليد للرجال (بالإنجليزية: India men's national under-18 ice hockey team)‏ هو ممثل الهند الرسمي في المنافسات الدولية في هوكي الجليد تحت 18 سنة.